# Porsava (Cəlilabad)
Porsova è un comune dell'Azerbaigian situato nel distretto di Cəlilabad. Conta una popolazione di 222 abitanti.